# Cas Funerària
El cas Funerària és un escàndol de corrupció relacionat amb la gestió de l'Empresa Funerària Municipal de l'ajuntament de Palma durant la legislatura 2003-2007 governada pel Partit Popular.

## Precedents
El 26 de gener de 2009, el Diario de Mallorca va publicar una notícia que atribuïa a dos alts responsables de l'Empresa Funerària Municipal (EFM) de Palma haver facturat a nom d'aquesta, despeses de viatges dels seus familiars. Es tractava d'Òscar Collado, qui hi havia ocupat diversos càrrecs des de feia vint anys, entre ells el de gerent de l'entitat, i de Marina Sans, regidora del PPIB i presidenta de l'EFM entre 2003 i 2007. El mateix dia que l'escàndol es va conèixer, Collado va retornar 5.183,50 euros, segons Andreu Alcover, tinent d'alcalde d'Hisenda i vicepresident de la funerària, corresponents a la meitat d'una factura d'un viatge de la seva dona, Francisca Moll, a Chicago l'any 2005. Sans, posteriorment, també retornà 6.833,93 euros de nou viatges facturats a l'empresa. Arran d'això, Collado va ser prejubilat el març de 2009.
Catalina Cirer, exbatlessa de Palma la legislatura dels fets, va titllar els fets d'"error ocasional", i que no és la manera com es treballa a l'Administració. Collado també calificà de "distracció" els fets, i també comentà que totes les factures se solen revisar abans de donar el vistiplau.
El 13 de febrer de 2009 també el Diario de Mallorca publicà que l'Empresa Funerària Municipal va desviar diners de l'ampliació del cementiri de Sant Jordi a la realització d'una sèrie d'obres no incloses en el projecte inicial.
La Policia Nacional va sol·licitar documentació a la Funerària a instàncies de la Fiscalia per saber si va existir delicte en el pagament de viatges privats amb diners de l'empresa pública, com van fer durant la legislatura anterior els responsables del Partit Popular. A més, va estar investigant altres possibles irregularitats de l'EFM.
Dos agents de la policia judicial es van desplaçar a les dependències de la funerària municipal a Son Valentí i van interrogar l'assessor jurídic de l'empresa, Ataülf del Hoyo, i a un empleat que ara s'encarrega de les funcions de manteniment.

## Cronologia
El pagament de les factures irregulars esmentades va fer que l'ajuntament de Palma detectés altres anomalies i les comuniqués a la Fiscalia Anticorrupció de Balears, qui l'11 de juny de 2009, a través del fiscal Pedro Horrach, ordenà la detenció de Collado i el registre del seu domicili. Se li imputava apropiar-se dels fons de l'empresa, fins i tot de lucrar-se amb la venda de tombes o d'haver tudat devers un milió d'euros en taüts. Sembla que Òscar Collado podria haver alterat a l'alça el preu de les tombes que es venien per després quedar-se'n la diferència. L'exgerent de l'EFM fou detingut a les 09:30 hores a la plaça del Fortí de Palma, a les oficines privades on sembla que en aquests moments feia feina. Els agents s'endugueren l'exgerent de l'EFM detingut, però sense engrillonar, cap al seu domicili per realitzar-hi un primer escorcoll. Dues hores més tard, els mateixos agents, i sota les directrius del fiscal Pedro Horrach, arribaren de nou al lloc de feina de Collado, que també fou escorcollat. Durant poc menys d'una hora estigueren revisant material informàtic i documentació diversa, sempre en presència de l'acusat.
Igualment, la Fiscalia sospitava de la subcontractació de les obres que es feien per a l'EFM, que molt sovint s'adjudicaven a Westie Inversiones, l'empresa del constructor Joan Perelló. El 12 de juny de 2009 va ser imputat, després de declarar davant la policia i la fiscalia, quedant en llibertat amb càrrecs. Això derivaria de l'existència de factures falses o manipulades molt sospitoses, perquè algunes d'aquestes s'haurien expedit en concepte d'obres que ni tan sols s'arribaven a fer, com és el cas de l'aparcament del cementiri de Sant Jordi per 1,78 milions, la millora de Son Valentí (el pressupost de la qual cresqué de manera desmesurada), del cementiri musulmà de Palma que mai no s'executà, o la reforma de l'Institut Anatòmic Forense.
Òscar Collado va confessar part dels seus presumptes delictes. Fou interrogat pel fiscal Anticorrupció Pedro Horrach en dependències policials i admeté haver-se endut "menys de 20.000 euros", però els investigadors creien que el cas anava molt més lluny que això. Segons confessà, sovint agafava doblers per retornar-los després. Així mateix, es van detectar tiquets i factures (per dietes, taxis, etc.) manipulats amb una xifra afegida a mà. La Fiscalia i els investigadors de la policia també sospitaven que, sempre que podia, l'exdirector gerent de l'empresa funerària evitava treure a concurs algunes de les inversions més importants, de manera que en podia manipular l'adjudicació i beneficiar empresaris amics amb els quals ja estava prèviament conxorxat. L'exgerent de l'EFM cobrava uns 6.000 € al mes.
L'exempleat de l'Empresa Funerària Municipal (EFM) i militant de Noves Generacions del PP, Alejandro Jurado, encara té en poder seu, arxius amb documentació de la seva exempresa. Segons fonts de la funerària, el 30 de maig de 2008, un dia abans de la finalització del contracte que li unia laboralment a l'empresa pública, Alejandro Jurado va descarregar de l'ordinador personal que va utilitzar en els seus dos anys i mig de treball a la EFM un total de 643 arxius. Tot i així, el fiscal no va considerar que els fets constituïssin delicte perquè, tal com es va comprovar amb posterioritat, no hi va haver "dany informàtic", ja que l'empesa va poder recuperar els fitxers de la còpia de seguretat.
El magistrat del jutjat d'instrucció núm. 11 de Palma, Manuel Penalva, va disposar el 13 de juny presó incondicional per a Òscar Collado, imputat pels delictes de prevaricació, suborn, frau a l'Administració pública, malversació de cabals i falsedat documental.
Un dia després, també varen ser detinguts el constructor Joan Perelló i el misser presumptament vinculat al cas, Ataúlfo del Hoyo Bernat. El constructor i el lletrat quedaren en llibertat amb càrrecs després de ser interrogats.
El 15 de juny de 2009, la premsa mallorquina, tot i el secret del sumari, va publicar que la reforma de l'habitatge de José Carlos Tous, exregidor del PPIB mort el 2006, l'havia costejada l'EFM quan aquest n'era el gerent i Collado el director. Es tractaria de despeses de pintura d'uns 12.000 euros a una casa d'Establiments en la qual l'oposició havia denunciat que les brigades de l'EFM hi havien fet diverses feines.
Els investigadors del grup de Blanqueig de Capitals de la Policia Nacional i de la fiscalia anticorrupció sospitaven que l'exgerent Òscar Collado va poder vendre trossos de jardí o de vials d'un cementiri com si fossin parcel·les per tombes. Una de les línies d'investigació tracta d'aclarir si alguns particulars van comprar a Collado dues parcel·les d'un dels cementiris de la ciutat. Els clients van adquirir aquests metres quadrats amb la intenció d'habilitar-hi unitats d'enterrament, però quan van voler fer aquest pas van descobrir que les seves parcel·les apareixien com a zona de jardins o terreny no apte per tombes.
En la causa també apareix imputat Joan Perelló, un constructor i arquitecte tècnic que en els últims anys ha participat en importants obres de l'EFM. Perelló va ser interrogat per la policia i al jutjat de guàrdia sobre diverses factures que, per serveis professionals, va girar a l'empresa de l'Ajuntament. L'encausat està vinculat a Westie Inversiones, una constructora que es va ocupar de la direcció d'obres als cementiris de Son Valentí i Sant Jordi, i en l'antic Institut Anatòmic Forense. Perelló hauria admès que no li van pagar íntegrament el que apareix en aquestes factures. Ara s'investiga qui es va quedar amb aquests diners, unes quantitats d'entre uns centenars o uns pocs milers d'euros per cada factura. Va admetre que va fer diverses obres particulars a la casa d'Òscar Collado. Perelló es va ocupar durant anys de tasques de manteniment per l'EFM i també, en la seva qualitat d'aparellador, va ser director extern d'importants reformes en diversos cementiris i en altres instal·lacions. Perelló va reconèixer que va fer treballs a casa d'Òscar Collado, un xalet modern situat en una luxosa zona de Son Xigala, on resideix amb la seva família. El constructor manté que l'esposa de Collado li va pagar en metàl·lic per aquells treballs i que va cobrar en diversos terminis. Igualment admeté també que la funerària municipal no li va abonar diverses factures per altres tants treballs realitzats i ha afegit que, probablement, Collado es va quedar amb els seus diners. L'encausat va explicar que el llavors gerent de l'empresa municipal li va fer treure d'algunes factures el nom de clients particulars i passar els treballs com si fossin tasques de manteniment d'espais o instal·lacions comunes.
El jutge d'Instrucció 11 de Palma, Manuel Vicente Penalva, va citar sis persones en qualitat de testimonis perquè expliquessin la relació comercial que mantingueren amb l'exgerent de l'Empresa Funerària Municipal (EFM) Òscar Collado. Entre les persones citades hi havia funcionaris de l'EFM, empresaris, l'en aquell moment portaveu del PP a l'Ajuntament de Palma, Rafel Duran, i un familiar del tennista Carles Moyà, propietari d'una empresa de pintures. Els seus noms apareixien en l'amplíssima documentació confiscada en el domicili particular de Collado i en l'EFM durant els escorcolls practicats per la comissió judicial dirigida per la Fiscalia Anticorrupció, i de la qual també formava part el Grup de Delinqüència Econòmica de la Policia Nacional.
El portaveu del PP a Cort en el moment de la instrucció de la causa, Rafael Durán Vadell, va ser citat a declarar com a testimoni per explicar en quines circumstàncies es va produir la compra per part dels seus pares de dues tombes al cementiri municipal de Palma. Sol·licità mitjançant una instància, un certificat de l'ingrés efectuat pels seus pares per l'adquisició d'una sepultura en el cementeri. L'empresa funerària l'hi va emetre per un import de 4.800 euros. Confirmà que el mes de març acudí a la Brigada de Delinqüència Econòmica en representació dels seus pares, "com faria qualsevol fill". La Policia havia citat els seus pares amb relació a la compra d'una tomba al cementeri de Palma tres anys abans, quan Òscar Collado era el gerent de l'Empresa Funerària Municipal. Se li sol·licità que aportàs la factura, el títol de propietat i el rebut en el qual es confirmava que hagués pagat les despeses de manteniment. Duran declarà voluntàriament i sense advocat. La compareixença de Duran davant els investigadors del cas Funerària es produí com a conseqüència de la seva mediació en l'operació de compravenda d'una sepultura per als seus pares per la seva condició durant la legislatura que exercí de tinent de batle d'Esports i, per tant, integrat a l'equip de govern. Rafel Duran, per part seva, no ha volgut fer públic l'import de la compravenda de la fossa que adquiriren els seus pares. Entre la documentació sol·licitada per la Policia i que no ha pogut ser entregada, hi figura el justificant de l'abonament de la factura, raó per la qual es desconeix com es va pagar l'import de la factura. El mateix Duran explicà que el domicili dels seus pares fou assaltat per uns lladres, els quals extraviaren aquesta documentació. Interposaren la corresponent denúncia.
El gerent de l'Empresa Funerària Municipal en el moment de la instrucció, Joan Martí Cerdà, declarà el 18 de juny de 2009 davant el jutge com a testimoni. Quan finalitzà la compareixença, el directiu comentà que "les irregularitats que hem detectat fins ara afecten devers una dotzena de persones en operacions de compravenda de tombes. Martí admeté que la majoria no figuraven en la comptabilitat de l'empresa els pagaments efectuats pels particulars que havien adquirit les sepultures.
Ataúlfo del Hoyo Bernat, l'advocat de l'EFM va declarar com a imputat en dues ocasions davant el Grup de Delinqüència Econòmica de la Policia Nacional, el fiscal anticorrupció Pedro Horrach i el jutge, que el deixà en llibertat sense fiança i amb càrrecs. El 18 de juny de 2009, el consell d'administració de la Funerària acordà el seu acomiadament com a assessor jurídic de l'empresa. Ataúlfo treballava des de feia molts anys a la funerària i rebé, en principi, una indemnització d'uns 96.000 euros. A la reunió del consell d'administració, la presidenta de la funerària, Begoña Sánchez, negà que l'acomiadament estigués relacionat amb la implicació de l'assessor jurídic amb les suposades irregularitats a l'empresa. Per Sánchez es tracta d'un acomiadament "per motius econòmics". És a dir, que l'atribuí als problemes financers que pateix l'empresa.
D'altra banda, el Grup de Delinqüència Econòmica de la Policia Nacional cercà el patrimoni que pogués tenir Òscar Collado, que es declarà insolvent a les dues declaracions a la Prefectura de Palma i davant el jutge. Collado afirmà que no té béns registrats a nom seu i que el xalet on viu amb la dona i dues filles és fruit d'una herència rebuda per la seva actual parella. Els investigadors intentaren esbrinar si l'exgerent de la Funerària tenia amagat el seu patrimoni en algun paradís fiscal o compte bancari a l'estranger.
L'Empresa Funerària Municipal de Palma comprava des de feia dos anys els taüts més barats que quan s'encarregava d'aquesta comesa l'exdirector tècnic de la companyia, Òscar Collado. Fonts de la Funerària van indicar que, "sorprenentment", des que Collado no té la responsabilitat de les compres, quan al setembre de 2007 es va posar de baixa per malaltia que es va perllongar fins a maig de 2008, data en la qual se li va rescindir el contracte amb el pagament d'una indemnització pactada de 30.000 euros, els proveïdors de les caixes mortuòries, sense pràcticament excepció, van oferir els seus productes amb sensibles rebaixes en relació als preus anteriors.
El jutge instructor, Manuel Vicente Penalva, denegà, el 23 de juny de 2009, la petició de llibertat per a Òscar Collado, que des del 13 de juny estava reclòs a la presó de Palma. L'advocat de Collado, Jaime Rodríguez Viñals, havia sol·licitat la posada en llibertat del seu client a través d'un recurs de reforma, en el qual negava que Collado pogués influir sobre cap testimoni o imputat en la causa. A més d'al·legar que la posada en llibertat no suposava un risc per a la investigació, el recurs insistia que el risc de fugida de l'acusat és inexistent, perquè té tota la família a Mallorca. D'altra banda, dos dies després, el 25 de juny, el jutge dictà un acte pel qual decretà presó eludible amb fiança de 100.000 euros per Òscar Collado.
El 29 de juny de 2009, Òscar Collado sortí de la presó, després que la seva família pagàs els 100.000 euros de fiança que havia fixat el jutge. Tot i que el seu advocat, José Ignacio Herrero, havia acreditat el pagament a les onze del matí, l'agent judicial que havia de dur els documents al centre penitenciari no hi acudí fins a les 17:30 hores. Collado trepitjava el carrer poc després de les set de l'horabaixa. A la porta l'esperava una munió de periodistes, fotògrafs i càmeres de televisió que feien guàrdia des d'hores abans. En previsió, l'exgerent de la funerària havia redactat un breu text que llegí davant les càmeres. Tranquil i amb bon aspecte físic, en primer lloc volgué reconèixer la "professionalitat i dedicació" dels treballadors del centre penitenciari. Després, manifestà que els darrers dies la seva família havia descobert "qui són els nostres vertaders amics" i també donà les gràcies als treballadors de la funerària que s'havien interessat per la seva situació. Finalment, volgué destacar que a la presó de Palma hi ha més de 1.800 reclusos amb el seu drama personal i que els recursos que s'hi dediquen no basten per atendre'ls. Quan se li preguntà pel seu paper en la presumpta trama del cas Funerària, Collado no realitzà cap declaració i apel·là al secret de sumari decretat pel jutge instructor de la causa. En acabar, i un pic que havia demanat que es respectàs la seva intimitat i que no es fessin fotos de les seves filles, que l'esperaven amb la seva dona i altres familiars, qualificà l'experiència a la presó d'"inoblidable i enriquidora", i avançà que volia escriure un document sobre aquesta vivència.
L'expresidenta de l'Empresa Funerària Municipal i, en el moment de la investigació, regidora del PP a l'Ajuntament de Palma, Marina Sans fou imputada en aquesta causa. Durant la seva declaració davant del jutge, dia 30 de juny de 2009, es desmarcà de les suposades irregularitats que hauria comès l'exgerent de l'ens públic, Òscar Collado. Hauria declarat que ella no signava res, perquè els membres del consell d'administració de la companyia pública seguien el mecanisme habitual. La compareixença durà gairebé dues hores. Va reiterar que ella havia abonat a l'EFM els viatges particulars que havia contractat a través de l'empresa municipal. Va afirmar que va lliurar directament els diners a l'exgerent Òscar Collado i, si aquest ingrés no s'havia anotat en la comptabilitat de l'empresa, l'única explicació que tenia és que els diners (uns set mil euros) se'ls hauria quedat l'exgerent. Marina Sans va afirmar que Collado mai li va lliurar cap factura quan li va abonar els diners dels viatges que contractava per a ella i per als seus familiars. En aquell moment, segons va dir, no ho va considerar necessari.
Responsables de l'empresa Pintures Moyà, que regenta la família del extennista Carlos Moyà, van declarar que Òscar Collado els va esbroncar quan, en vista que no cobraven, van passar a l'exedil José Carlos Tous les factures pels treballs de pintura al seu domicili particular. Segons els testimonis, Collado els va encarregar la pintura de la casa de Tous, però després es va desentendre d'abonar aquest treball. Cansats de les llargues, ho van intentar amb Tous. Collado els va recriminar per aquesta acció i els va dir que passessin la factura a la Funerària.
Un constructor mallorquí va declarar que, fa uns anys, l'antic regidor del PP de Palma José Carlos Tous, ja mort, li va demanar una comissió per fer unes importants obres al cementiri de Son Valentí. L'empresari, que té la condició de testimoni, va sostenir que el suborn que li exigia Tous era de gairebé mig milió d'euros, un 15 per cent del projecte, de més de tres milions d'euros, per ampliar el cementiri municipal. L'empresari era un dels principals proveïdors de la Funerària. Tous va ser regidor de Pompes Fúnebres en un consistori amb Joan Fageda com a alcalde. Després, i fins a 2003, va ser gerent de l'EFM. El constructor diu que Tous no li va demanar els diners per a ell, sinó per a altres dirigents del PP de rang superior, encara que alguna cosa podria caure-li a l'intermediari. El testimoni va explicar també que no va voler acceptar el suborn. El constructor va afegir que, en vista de les circumstàncies, va planejar presentar-se al concurs convocat per la Funerària per a la reforma del cementiri de Son Valentí, però després va desistir de participar en la licitació i, finalment, una altra empresa es va adjudicar les obres. El proveïdor de la Funerària va manifestar les seves sospites que un altre regidor del PP, Joan Bauzá, també mort, podria haver estat al corrent de la temptativa de suborn.
La fiscalia anticorrupció presumí que Òscar Collado va poder pujar unilateralment, i sense el coneixement del consell d'administració, les tarifes d'enterraments i altres serveis. Una testimoni, la número dos de la funerària municipal i cap d'administració, va declarar que es van assabentar amb posterioritat d'aquesta presumpta alteració de les taxes i ho va atribuir a un intent de Collado de tapar altres partides de comptabilitat desajustades per les presumptes corrupteles investigades. D'acord amb la versió donada per la cap d'administració, els preus dels diferents serveis s'estableixen mitjançant un programa informàtic. Aquest sistema informàtic permet obtenir les factures que es lliuren als clients, els quals poden pagar en efectiu en caixa o mitjançant transferència bancària. La número dos de la funerària municipal va explicar també que el seu cap durant molts anys no buscava precisament l'ordre en la gestió. La testimoni va definir plàsticament aquesta actitud com un desig del principal imputat de propiciar "un caos" en el dia a dia de l'empresa per poder gestionar directament les obres, la titularitat de les tombes i altres aspectes. Anticorrupció pensà que l'encausat va poder apropiar-se de diners amb aquesta política d'encarregar-se directament de determinats temes.
Un altre treballador de la societat pública va explicar als investigadors que Collado proporcionava un tracte de favor a persones de rellevància social o política de la ciutat. A aquestes famílies se'ls donava el servei d'"enterraments vip", que solia consistir a esborrar de les factures dels costos de vetlles o cerimònies (per l'ús de les sales). Aquest empleat va relatar que es va produir algun cas de factures impagades de "enterraments vips", però que el mateix Collado es dedicava a gestionar el cobrament d'aquests deutes. El testimoni va manifestar que el principal imputat portava un tren de vida molt elevat per als seus ingressos, sobretot quan va perdre part del seu patrimoni en divorciar-se del seu primer matrimoni.
Collado va reconèixer que va demanar alguns avançaments de diners de la caixa de l'EFM, però que sempre va deixar els oportuns vals per justificar les sortides de fons i que va anar tornant aquestes sumes. L'acusat va negar haver demanat o cobrat comissions dels proveïdors de la funerària i també rebutjà haver rebut sumes en metàl·lic d'alguns propietaris de tombes. Collado també va desmentir que hagués pujat les tarifes d'enterrament sense consultar al consell de l'empresa.
El jutge va ordenar investigar Francisca Moll Real, dona d'Òscar Collado, i tombes de tretze ciutadans que podrien estar vinculades amb els fets que consten en el sumari.
L'exgerent de l'Empresa Funerària Municipal (EFM), Joaquín Vaquero, va declarar que Óscar Collado feia descomptes a determinades companyies asseguradores que no figuraven en les factures que l'empresa pública els girava pels serveis prestats. Vaquer va comparèixer dia 16 d'octubre de 2009 en qualitat de testimoni davant del magistrat Penalva, qui es va interessar també pel sistema de venda de sepultures que es practicava a l'empresa. L'exgerent -va ser nomenat a l'agost de 2007 i va dimitir per pèrdua de confiança de l'alcaldessa, Aina Calvo, el juliol de 2008- va explicar que, quan ell va assumir la gestió de l'empresa, la venda d'unitats d'enterrament era una qüestió que "portava directament Collado". Una de les seves primeres tasques va consistir a "estandarditzar i regularitzar" els diferents preus existents de nínxols i sepultures, que eren diferents en funció de circumstàncies com ara la ubicació o la capacitat, i va poder constatar que "la venda d'un determinat grup de sepultures les negociava directament Collado". En relació als descomptes que es realitzaven a les companyies d'assegurances -no a totes-, l'exgerent va confirmar que es tractava d'unes tarifes no aprovades ni pel consell d'administració ni pel ple de l'Ajuntament, com és preceptiu. Alhora, va indicar que, quan al principi del darrer mandat va reunir els representants de totes les companyies asseguradores per tal de tractar la qüestió dels descomptes i legalitzar les tarifes, alguns li van assegurar que "tenien dificultats comptables per quadrar els pagaments en negre de les subvencions que rebien per part de la funerària", referint-se als descomptes il·legals que Collado els practicava. Una altra qüestió per la qual es va interessar el jutge va ser la relativa a les relacions de l'exdirector amb les empreses proveïdores de la funerària i, especialment, amb les que els subministren els taüts. Vaquer va explicar que a ell també li havia cridat l'atenció l'elevat estoc de taüts existent i es va preguntar a l'exdirector. Collado li va respondre que es devia a la necessitat de disposar de caixes mortuòries suficients en cas que es produís una catàstrofe. L'exgerent va explicar així mateix al magistrat que també li va cridar l'atenció el fet que les companyies asseguradores responguessin afirmativament i immediatament la seva proposta de "rebaixar un 20%" el preu dels taüts, fet que relaciona amb un suposat sobrepreu imposat per Collado. En aquesta qüestió, va relatar al magistrat que un proveïdor li va explicar que la compra per valor d'un milió responia al fet que Collado "havia fet un favor a aquesta empresa distribuïdora perquè estava passant dificultats de liquiditat".
El portaveu del Partit Popular a Cort en el moment de la investigació, Julio Martínez, va admetre el 17 d'octubre de 2009 davant el jutge Penalva que realitzà viatges, s'allotjà en hotels de luxe i assistí a cursets amb Òscar Collado, a càrrec dels comptes de l'Empresa Funerària Municipal (EFM). Martínez, que va ser economista en el consell d'administració de l'EFM, digué que el 2006 feu amb Collado diversos cursos d'estratègies empresarials amb un cost aproximat de 6.000 euros i hi afegí que s'allotjà en els hotels Bauzá i Miguel Angel. En aquest darrer establiment la factura superà els 800 euros, segons li recordà el jutge. Martínez afirmà que va viatjar en representació de Cort i que en cap moment no gestionà els comptes. Digué que era Collado qui decidia i gestionava l'allotjament. Preguntat sobre si algú fiscalitzava aquesta mena de despeses, apuntà que la factura corresponia a una sortida organitzada des de la Funerària. A més, insistí que és la junta general d'accionistes la que aprova les partides de dispendis. El jutge Penalva li demanà si considerava raonable gastar-se 30.000 euros anuals en viatges i dinars. El portaveu del PP respongué que sí perquè la Funerària, tot i estar en fallida tècnica, facturava onze milions d'euros. Respecte a aquesta situació de l'EFM, matisà que, en ser empreses municipals, realment no es troba en fallida tècnica, segons recullen els informes de l'auditoria. Martínez fou citat com a testimoni en el cas Funerària per explicar les irregularitats comptables de l'empresa municipal. El regidor del PP a Cort en el moment de la investigació, Àlvaro Gijón, també declarà com a testimoni. La compareixença de Gíjón durà tan sols 5 minuts i va assenyalar que, una vegada es va destapar que Sans havia malversat diners de la funerària per als seus viatges privats, els testimonis van procedir a revisar la comptabilitat de l'empresa, per ser economistes, i, així, analitzar la tresoreria de la companyia. Va ser llavors quan van detectar irregularitats a les factures, ja que algunes estaven duplicades i es va comprovar, a més, que el registre de viatges particulars que no s'havien abonat.
El 27 d'octubre de 2009, Òscar Collado, tornà a declarar per segona vegada davant del jutge i el fiscal anticorrupció. Negà tots els càrrecs que se li imputaven. L'interrogaren durant més de dues hores. El declarant negà que "cobràs més a unes funeràries que a d'altres" i que exigís d'un 20 a un 30% de comissions als proveïdors. En relació amb el viatge que realitzà amb l'expresidenta d'EFM, Marina Sans, Collado assegurà que no recordava que li hagués entregat els 5.000 euros d'aquell desplaçament, com ella assegura. A més, afegí que "el viatge a Chicago no el vaig gestionar". També declarà que no havia rebut diners de Sans, perquè ella "li pagava el xofer o la secretària".
L'exgerent d'EFM manifestà que no sabia res quant a les preguntes que li formularen per saber com una capella que havia de pagar el client S.D. l'acabàs pagant l'EFM. El fiscal li significà que resulta mal de creure que tots els testimonis menteixin. Segons el de J.C., l'exgerent li havia dit que eliminàs les factures de S.D. i les substituís per altres a nom de l'EFM. Collado afirmà que manté relacions d'amistat amb Francisco Cabello i que "es feren obres a la seva capella per compte d'EFM" perquè les unitats d'enterrament no estaven acabades quan les comprà. Respecte de la compra d'una capella per part del testimoni G.M., afegí que "no és ver que signàs cap rebut ni que els doblers que pagà hagin passat per les meves mans". Segons la declaració, G.M. té un rebut que no consta a la comptabilitat d'EFM. Sobra la sepultura que F.D. comprà a la companyia municipal, l'exgerent testificà que "no recorda res sobre els pagaments". La testimoni F.D. declarà que havia entregat 3.000 € en mà a Collado. Va considerar lògics les despeses de 20.000 euros en menjars i altres 44.000 euros en viatges seus pagats amb diners de la societat municipal el 2005.
El jutjat d'instrucció 11 de Palma va ordenar l'embargament cautelar de l'habitatge on resideixen Òscar Collado i la seva dona Francisca Coll, que el 15 de desembre va declarar en qualitat d'imputada. Els investigadors del cas Funerària presumien que Collado va poder invertir part dels seus presumptes guanys il·lícits a la residència familiar, un xalet que està a nom de l'esposa del que durant moltes legislatures va ser el factòtum de la funerària de Cort. Francisca Coll va ser interrogada sobre l'origen del seu patrimoni. L'encausada va explicar que en els últims anys va adquirir una sèrie d'immobles, partint d'una primera casa obtinguda per una herència. Els diferents habitatges van ser comprats lliurant l'anterior com a part del pagament i subscrivint una hipoteca per la diferència. Aquest sistema hauria permès a la família Collado comprar casa, sobre la qual pesa una important hipoteca, segons va assenyalar la declarant. Francisca Coll també va haver de contestar algunes preguntes respecte a diverses petites inversions en borsa realitzades en els últims anys. La fiscalia anticorrupció investigà si els pagaments mensuals de la casa embargada, que van ser fets per Collado van poder encobrir el blanqueig dels fons públics presumptament desviats. La imputada rebutjà aquesta versió i mantení que, encara que alguns anys s'ha dedicat a la cura dels seus fills, ara treballa i la casa l'ha comprat amb el seu patrimoni anterior i aportacions del seu salari. L'embargament judicial de l'habitatge d'Òscar Collado i la seva dona és de 250.000 euros, quantitat a la qual, de moment, podria ascendir el presumpte desfalc de fons públics atribuïts al primer.
El 7 de maig de 2010, Òscar Collado tornà a declarar en dependències judicials. Testificà devers tres hores. Segons fonts judicials, el jutge havia preparat un exhaustiu qüestionari i li demanà punt per punt sobre diversos delictes que suposadament hauria comès i per les declaracions dels altres testimonis i imputats que l'incriminen en la causa. El jutge també li va preguntar per l'adquisició d'un Ford Mercury importat per 6,5 milions de les antigues pessetes i Collado respongué que era necessari per si s'hagués mort algun cap d'Estat en una visita a Mallorca. També l'interrogà sobre la compra injustificada i voluminosa de taüts de la marca Lugo. L'exgerent digué que ho va fer en previsió que a Palma pogués passar una catàstrofe com la caiguda d'un avió o un incendi. El magistrat l'acusà d'haver malgastat en nou anys 210.000 euros en restaurants de luxe i d'haver pagat per un dinar de cap de setmana -no oficial- 4.879 euros. A més, hi hagué altres despeses a les quals feu referència, com un tiquet d'un cap de setmana a l'hotel Ars de Barcelona per a ell i la seva dona per 1.400 euros. El magistrat també l'instà a justificar que hagués gastat l'any 2005 despeses facturades a l'EFM per 20.000 € en menjar i 44.000 en viatges. Per altra banda, Collado negà que hagi rebut entre 42.000 i 87.000 € en efectiu com a suborns. Tampoc no va admetre la falsificació, alteració i manipulació de factures de l'EFM per 48.000 €, i en reiterà la innocència quan el jutge li preguntà si havia amenaçat G.R. d'arruïnar-li la vida. El jutge l'imputa un altre delicte, el de blanqueig de doblers o delicte fiscal contra la Hisenda Pública.
El 25 de maig de 2010, fou Marina Sans qui tornà declara en seu judicial per segona vegada. Negà davant del jutge que entre 2005 i 2006 carregués als comptes de l'empresa pública menjars per valor de més de 1.600 euros celebrats en cap de setmana, ja que de manera contundent va assegurar que "mai" va efectuar aquestes despeses en dissabte o diumenge i va afirmar, per tant, que es tracta d'una informació "totalment errònia". El magistrat li va preguntar sobre un càrrec de 722 euros en dos restaurants de Palma durant 2005 i de més de 900 euros en altres quatre establiments l'any següent. "No és cert", va insistir l'encausada. El jutge també demanà a Marina Sans, si creia "raonable" que aquesta empresa pública abonàs despeses de més de 50.000 euros en dinars, al que va contestar que responien a la representació que l'EFM tenia en aquell moment. En detallar els pagaments efectuats en més d'una desena de restaurants, Sans va explicar que alguns dels tiquets els firmava ella i els trametia a Collado, i d'altres ell es feia càrrec de les factures. Tanmateix, sobre una de les factures mostrades en la compareixença pel magistrat amb la firma "Sra. Sans", va manifestar que la rúbrica no és la seva i que "algú m'intenta imputar algun menjar a la qual no he assistit".
El mateix dia, també tornà a declarar òscar Collado que es va negar a respondre a qüestions sobre un informe policial sobre els moviments dels seus comptes corrents, així com la seva dona, Francisca Moll, qui va dir desconèixer els ingressos per més de 400.000 euros fets en els últims sis anys en els seus comptes.
De fet, Francisca Moll va justificar alguns dels seus ingressos amb els béns heretats després de la mort del seu pare el 1994 així com amb les diverses operacions de compravenda que va dur a terme després de rebre aquests immobles. Va comparèixer en qualitat d'imputada. Durant la compareixença, l'encausada, a qui entre altres delictes se li imputa blanqueig de capitals, va detallar el patrimoni amb què comptava en el moment de la declaració i es va negar a respondre sobre un informe policial, com ho feu el seu marit. En aquest sentit, el magistrat li ha demanat explicacions sobre els 400.000 euros obtinguts en els últims set anys així com sobre el volum de moviments d'uns 165.000 euros el 2003; d'un ingrés de 12.950 euros aquell mateix any; d'altres moviments per valor de 280 euros el 2004; d'un altre ingrés de 6.000 euros el 2003 i de l'adquisició d'accions de Funespaña i del Banco Santander que es van vendre poc després. Una llista d'operacions sobre la qual Moll es va negar a respondre perquè no havia analitzat l'informe de la Policia i "desconèixer a quins ingressos es refereix". "Creia que la declaració d'avui era per donar compte del meu patrimoni", es va escudar Moll qui va recordar que el 1994 va heretar un pis al carrer Ramon Muntaner i un xalet a Palmanyola, i posteriorment, després de la venda del primer pis, va efectuar diverses compravendes amb els seus immobles fins que finalment va adquirir una casa a Arabela amb una hipoteca de 200.000 euros i el preu del qual eren uns 540.000 euros". "Això és tot el meu patrimoni". Finalment, va assenyalar que posseeix deu places de pàrquing així com uns ingressos de 600 o 700 euros que "me'ls donen a mà", encara que normalment, els utilitza per a despeses.
L'Empresa Funerària Municipal (EFM) de Palma va realitzar "gratuïtament" un panteó de pedra al senador del PP per Mallorca Joan Fageda per valor de gairebé 1.700 euros. Així ho reflecteix l'auto del jutge Manuel Vicente Penalva, mitjançant el qual ordena continuar la tramitació de la causa elevant-la a procediment abreujat. A l'auto s'explica que en una tomba adquirida pel senador "se li va realitzar gratuïtament un panteó de pedra valorat en 280.173 pessetes, més IVA", el qual no "es va repercutir a la factura final de la venda de la sepultura". Així mateix, el jutge indica que l'EFM va comprar a Fageda una tomba per valor de 600.000 pessetes (3.600 euros), la qual es va vendre posteriorment a un tercer l'any 1998 per 200.000 pessetes (1.200 euros). Dos anys més tard, el 2000, la Funerària va pagar per la seva reversió 328.257 pessetes (1.977 euros).
Va ser el dia 7 de juny de 2010 que el jutge va dictar un auto d'obertura de judici oral (pas a procediment abreujat). Segons l'acte, els imputats, cadascun en un diferent grau de responsabilitat, van contribuir al fet que la funerària municipal patís pèrdues, multes, sobrecostos, despeses supèrflues en viatges i menjars en restaurants de luxe (una de 4.800 euros en un local i atribuïda a Sans) i altres pèrdues per més de 2,3 milions d'euros.
Al febrer de 2011, el titular del Jutjat d'Instrucció número 11, Manuel Penalva, va acordar reobrir la instrucció del cas. Per aquest motiu, el 26 de febrer, Òscar Collado tornà a comparèixer davant el jutge i negà haver-se quedat 3.600 euros que suposadament pertanyien a l'exbatle de Palma i senador del PP per Mallorca Joan Fageda per la venda d'un nínxol del cementiri de Palma. Respecte al panteó que suposadament va realitzar l'empresa pública "gratuïtament" al senador del PP, Collado ha indicat que no era de la seva competència.
Per la seva part, Joan Fageda declarà el 15 de març de 2011 davant el jutge que no va rebre doblers "en efectiu" quan era batle per part de l'Empresa Funerària (EMF) en "concepte de pagament per reversió d'un nínxol". El jutge li preguntà per un rebut de 600.000 de les antigues pessetes (4.000 euros) en què hi hauria una signatura que no queda clar de qui és. Fageda negà que fos seva. L'exbatle es va mostrar sorprès per tot el que passava amb el panteó familiar i afegí que el perjudicava. Assenyalà que "no és lògic que hagués enviat algú a cobrar" doblers que provenien d'una empresa pública, atesa la seva condició de primer edil en aquells moments. També digué que per ell "és inconcebible que es poguessin pagar 600.000 pessetes en efectiu al batle". El polític del PP insistí que "no he rebut els doblers que indica el rebut" i afegí que "no pensa reclamar res a ningú. Si en tretze anys algú s'ha quedat aquests doblers, no ho pens reclamar", indicà. Fageda declarà com a testimoni durant deu minuts per tal d'aclarir dubtes sobre una sepultura al cementeri de Palma que comprà a l'EMF. Un document de la Funerària assenyala que la companyia li hauria d'haver abonat un rebut en concepte de reversió d'un nínxol que havia venut amb anterioritat. La Fiscalia sospitava que aquests doblers els hauria pogut cobrar l'exgerent de l'EFM Òscar Collado. Fageda afegí que si "hagués sospitat" que Collado li feia tracte de favor, "no hauria durat ni cinc minuts" en el càrrec. El polític aportà la documentació de la compravenda del nínxol i apuntà que, en revisar els rebuts, "hi veié un error", que parlà amb l'economista de l'EFM Paquita Rotger, que aquesta li aclarí els pagaments i li preguntà si li havien donat els doblers del rebut. Ell contenstà que no.
El 22 de setembre de 2011 el jutge va arxivar la causa per a l'expresidenta de l'EFM, Marina Sans. Estava imputada en la causa per les sospites que havia malversat fons públics quan era presidenta. Però el jutge d'instrucció, d'acord amb la Fiscalia, entengué que no hi havia proves per sostenir aquesta acusació. En un auto, el magistrat Manuel-Vicente Penalva senyalà que no resulta "degudament justificada la perpetració del delicte" que va motivar la imputació de l'exedil popular, a la que s'atribuïa haver pagat amb fons públics viatges i menjars particulars. L'instructor indicà que els testimonis que demanà, posaren de manifest que Sans va lliurar els diners que havien costat els seus viatges al principal imputat en la causa, l'exgerent de l'EFM Òscar Collado, perquè l'abonàs a l'agència de viatges. També assenyalà el jutge que no va poder acreditar-se que l'exregidora deixàs sense pagar factures corresponents a menjars particulars ni que prengués part en adquisicions de productes en les quals presumptivament es va cometre frau. Aquests arguments coincidiren amb els exposats per la Fiscalia en la seva petició de sobreseïment provisional i arxivament de les actuacions, a què no s'havia oposat l'acusació particular personada en el cas.

## Condemnes
Òscar Collado va arribar a un acord amb la Fiscalia i va acceptar una condemna de tres anys i tres mesos de presó, a més de pagar 250.000 euros de responsabilitat civil, per malversar els doblers de l'empresa pública. Es va arribar a un acord abans que començàs el judici. La Fiscalia calculava que n'havia desviat 1,2 milions però es va mostrar d'acord en aplicar-li els atenuants de reparació de dany -ja havia tornat 100.000 euros- i de dilacions, a causa de la tardança del procés judicial. Segons l'escrit d'acusació del ministeri fiscal, Collado havia comès delictes continuats de prevaricació, malversació de doblers públics, falsedat en document mercantil, frau a l'administració i suborn. Per aquests delictes, s'enfrontava a penes de presó que sumen fins a dotze anys, a més d'inhabilitació, una multa d'1,2 milions d'euros i el comís de 564.787 euros.
La dona de Collado, d'una altra banda, hagué d'afrontar tan sols 20.000 euros de responsabilitat civil com a responsable a "títol lucratiu", però de fet ja els havia tornat. La Fiscalia volia que tornàs 770.787 euros. A més, es va retirar l'acusació contra els empresaris implicats en el cas. S'enfrontaven a penes de presó d'entre tres a cinc anys. Dos d'ells han estat absolts i no pagaran ni indemnització. Un tercer queda pendent de judici, ja que es trobava malalt i no va poder viatjar a Palma. L'últim ja ha mort, i per això no pot ser jutjat.
La Secció Segona de l'Audiència va dictar sentència, el 13 de març de 2014, després de la conformitat manifestada per Collado amb l'acusació de la Fiscalia Anticorrupció i les penes sol·licitades contra ell en el judici que es va celebrar el dia 6 de març de 2014.

## Implicats
- Òscar Collado Edo: Exdirector gerent de l'Empresa Funerària Municipal (EFM). Imputat per malversació de cabals, suborn, falsedat documental, defraudació a l'Administració, prevaricació, frau i exacció il·legal, amenaces, coaccions i blanqueig de capitals. 3 anys i 3 mesos de presó. 250.000 euros de responsabilitat civil.

- Marina Sans Barrueco: Expresidenta de la Funerària i exregidora del Partit Popular a l'Ajuntament de Palma. Imputada pel delicte continuat de malversació de cabals públics. Desimputada.

- Francisca Moll Real: Esposa d'Òscar Collado. Imputada pel delicte de receptació, per encobriment o per coautora o còmplice dels delictes atribuïts al seu espòs, inclòs el de blanqueig de capitals. 20.000 euros de responsabilitat civil.

- Joan Perelló Gayà: Constructor. Imputat pels delictes de falsedat documental i malversació de cabals públics. Absolt

- Wenceslao Lamas López: Proveïdor de l'Empresa Funerària Municipal. Imputat de dos delictes de frau il·legal i suborn. Pendent de judici.

- Esteban Serret Mascaró: Constructor de l'empresa Cons-te SL, que entre altres obres va realitzar l'ampliació del cementiri de Sant Jordi. Imputat pel delicte de suborn. Absolt

- Ramon Chao Campo: Proveïdor. Imputat pels delictes de frau il·legal i suborn. Mort el 19 de setembre de 2012 i, per tant, no jutjat.